# Sandrine Dixson-Declève

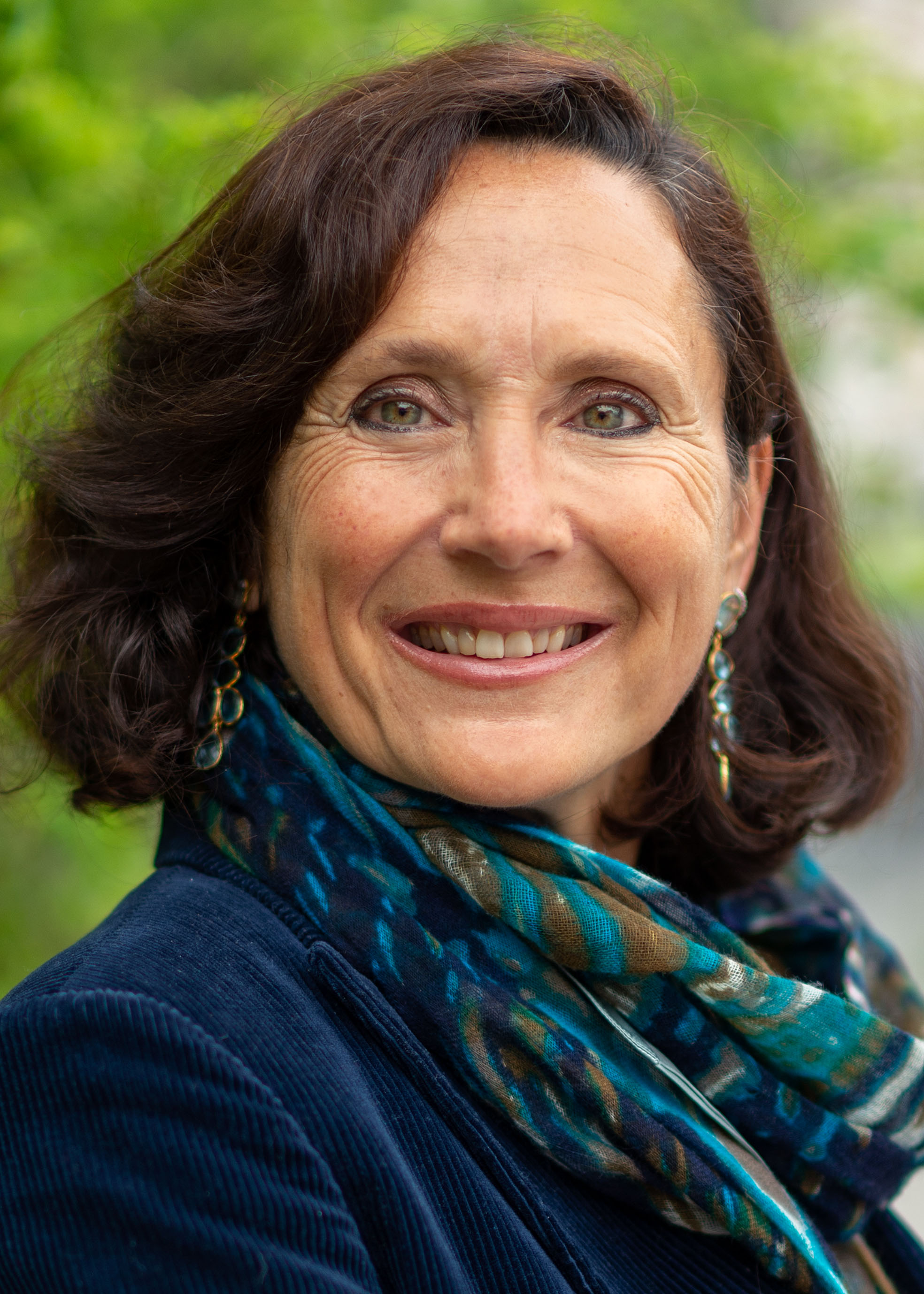
Sandrine Dixson-Declève

Sandrine Dixson-Declève ist eine belgische Expertin für Energiepolitik. 2018–2024 war sie, lange gemeinsam mit Mamphela Ramphele, Ko-Präsidentin des Club of Rome. Dort leitet sie die Initiative „earth for all“.

## Leben
Dixson-Declève absolvierte ihren Bachelor in International Relations und Französisch an der University of California, Davis. Danach erlangte sie einen MSc in Umweltwissenschaften an der Université libre de Bruxelles. Sie arbeitete als Beraterin von Mitgliedern des Europäischen Parlaments, von Präsidenten der Europäischen Kommission und von Regierungen in mehreren Kontinenten.
Von 2009 bis 2016 leitete sie das EU-Büro am Cambridge Institute for Sustainability Leadership, welches 1989 an der University of Cambridge gegründet wurde und postgraduale Lehrgänge in Nachhaltigkeit anbietet. Sie fungierte auch als Direktorin der Prince of Wales Corporate Leaders Group, in der sich namhafte multinationale Konzerne wie Coca-Cola, Royal Dutch Shell, Tesco, Unilever und United Technologies sowie der Flughafen Heathrow zur Nachhaltigkeit verpflichteten. In die Zeit ihrer Leitungsfunktion fiel auch der Ausstieg Shells im Jahr 2015, nachdem Pläne Shells zur Offshore-Ölförderung in der Arktis und die Unterstützung der emissionsfreundlichen Lobbygruppe American Legislative Exchange Council (ALEC) bekannt wurden. Eine weitere ihrer Aufgaben war die Funktion als Executive Director der Green Growth Platform, einer Diskursplattform zu Umweltfragen, an der sich hochrangige Politiker und Unternehmensführer beteiligten. Sie war Chief Partnership Officer in der UN-Initiative Sustainable Energy for All, die vom damaligen UN-Generalsekretär Ban Ki-moon ins Leben gerufen wurde. 2015 wurde sie von der Umweltplattform GreenBiz in die Gruppe der 30 einflussreichsten Frauen aufgenommen, die weltweit „eine kohlenstoffarmen Wirtschaft vorantreiben und umweltbewusstes Wirtschaften fördern.“
2018 wurden Sandrine Dixson-Declève und die südafrikanische Ärztin und Politikerin Mamphela Ramphele auf der 50-Jahr-Sitzung des Club of Rome zu dessen gleichberechtigten Präsidentinnen gewählt. Die beiden Frauen repräsentieren einen Generationen- und Geschlechterwandel in dieser Institution. Zum ersten Mal in seiner Geschichte wurden zwei Frauen mit der Leitung der Organisation betraut. Eine der ersten Aufgaben der neuen Präsidentinnen war die Präsentation eines Klima-Notfallplans. Sie ist Projektleiterin der Initiative earth for all. Ende 2024 trat sie nach zwei Amtszeiten als Präsidentin zurück, blieb aber weiter für den Club of Rome aktiv.

## Veröffentlichungen
- Mit Marie-Esmaralda von Belgien, Adélaïde Charlier und Anuna de Wever· Welche Welt für Morgen? Gespräch zwischen Generationen. Nagel & Kimche, Zürich 2021, ISBN 978-3-7556-0018-3.
- Mit Owen Gaffney, Jayati Ghosh, Jørgen Randers, Johan Rockströmand und Per Espen Stoknes: Earth for All: A Survival Guide for Humanity. A Report to the Club of Rome.   New Society Publishers 2022, ISBN 978-0-86571-986-6.